# Bourse (Métro Paris)

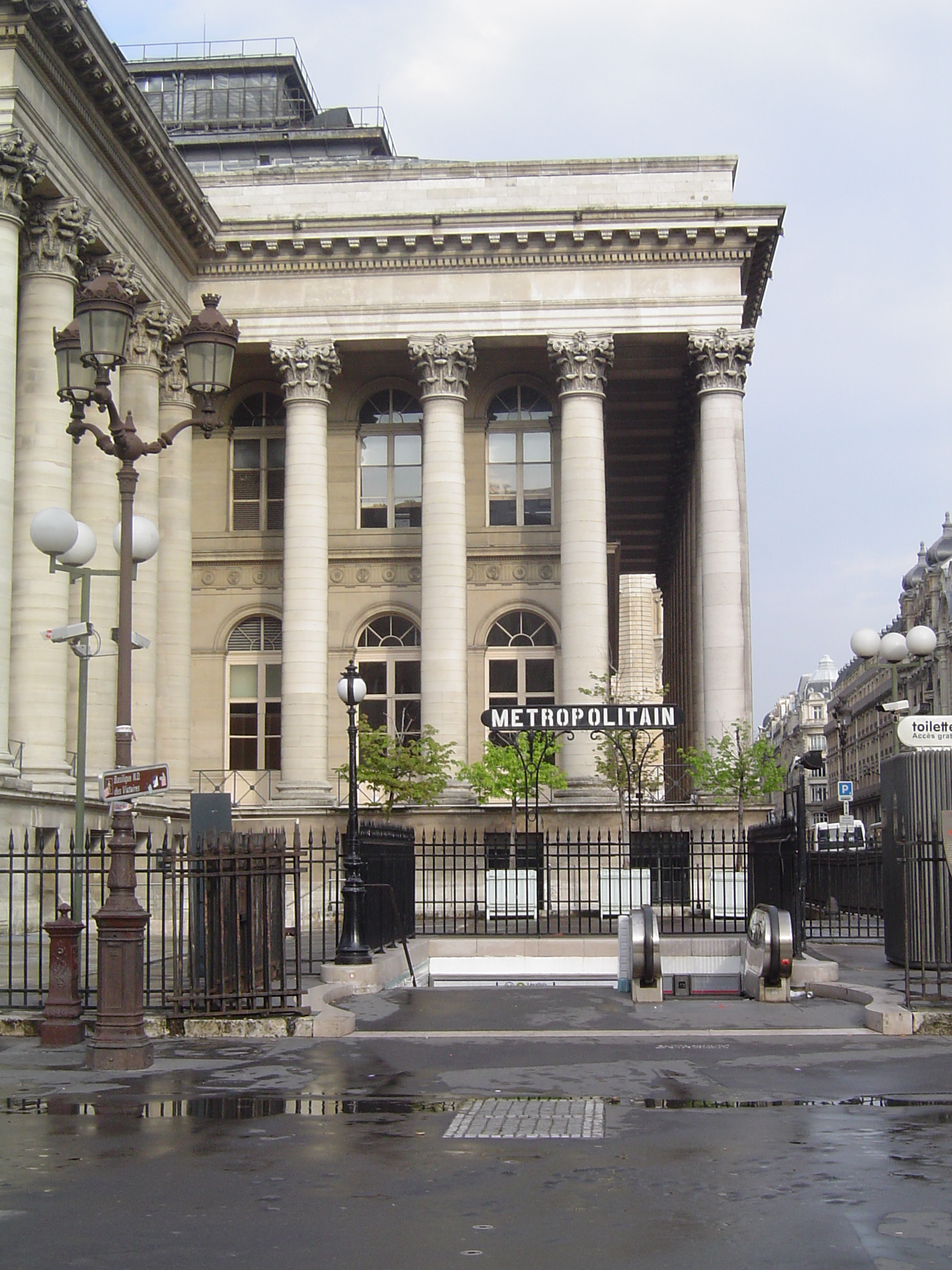
Westlicher Zugang vor dem Palais Brongniart

Bourse [buʁs] ist eine unterirdische Station der Linie 3 der Pariser Métro.

## Lage
Die Station befindet sich im Quartier Vivienne des 2. Arrondissements von Paris. Sie liegt unter der Place de la Bourse längs im Straßenzug der Rue du Quatre-Septembre und der Rue Réaumur.

## Name
Der Name bezieht sich auf die unmittelbar angrenzende ehemalige Pariser Börse. Das von 1826 bis 1998 die Börse beherbergende Gebäude Palais Brongniart wurde zwischen 1808 und 1827 als „Palais de la Bourse“ im Stil des Vespasianstempels errichtet. Es wurde von Alexandre-Théodore Brongniart begonnen und von Éloi Labarre vollendet.

## Geschichte und Beschreibung
Die Station wurde am 19. Oktober 1904 mit der Eröffnung des ersten Abschnitts der Linie 3 in Betrieb genommen. Diese wurde damals zwischen den Stationen Villiers und Père Lachaise dem Verkehr übergeben.
Sie weist unter einem elliptischen Gewölbe Seitenbahnsteige an zwei parallelen Streckengleisen auf. Die Wände und die Decke wurden weiß gefliest, um das spärliche Licht der ursprünglichen Beleuchtung zu reflektieren. Sie hat die ursprüngliche Pariser Standardlänge von 75 m. Zwei Zugänge befinden sich an der Südwest- und der Südostseite des Palais Brongniart.

## Fahrzeuge
Die Linie 3 wurde von Anfang an mit vierachsigen Fahrzeugen auf Drehgestellen ausgestattet. Sie wurden später durch Sprague-Thomson-Züge ersetzt, die dort bis 1967 verkehrten. In jenem Jahr erhielt die Linie 3 als erste die neue, klassisch auf Stahlschienen laufende Baureihe MF 67. Diese Fahrzeuge sind dort im Jahr 2024 nach wie vor im Einsatz, ab 2028 sollen sie von Zügen der Baureihe MF 19 abgelöst werden.

## Umgebung
- Agence France-Presse
- Palais Brongniart (Palais de la Bourse)
- Bibliothèque nationale de France (Site Richelieu-Louvois)
- Notre-Dame-des-Victoires